# Aeroportul Bahía Piña
Aeroportul Bahía Piña (IATA: BFQ) este un aeroport din Provincia Darién, Panama ce deservește zona Puerto Piña⁠(d).
Situat la o altitudine de 4 m, aeroportul dispune de o singură pistă.